# Cladonia hedbergii
Cladonia hedbergii Ahti (1977), è una specie di lichene appartenente al genere Cladonia,  dell'ordine Lecanorales.
Il nome proprio deriva dal botanico e lichenologo svedese Karl Olof Hedberg (19 ottobre 1923 - 1º maggio 2007), dell'Università di Uppsala.

## Caratteristiche fisiche
Il fotobionte è principalmente un'alga verde delle Trentepohlia.

## Località di ritrovamento
La specie è stata rinvenuta nelle seguenti località:
- Kenya, sul monte Kenya nei pressi di Nanyuki
- Madagascar
- Tanzania
- Uganda
- Zimbabwe.

## Tassonomia
Questa specie è attribuita alla sezione Perviae; a tutto il 2008 non sono state identificate forme, sottospecie e varietà.